# Nacherwärmung

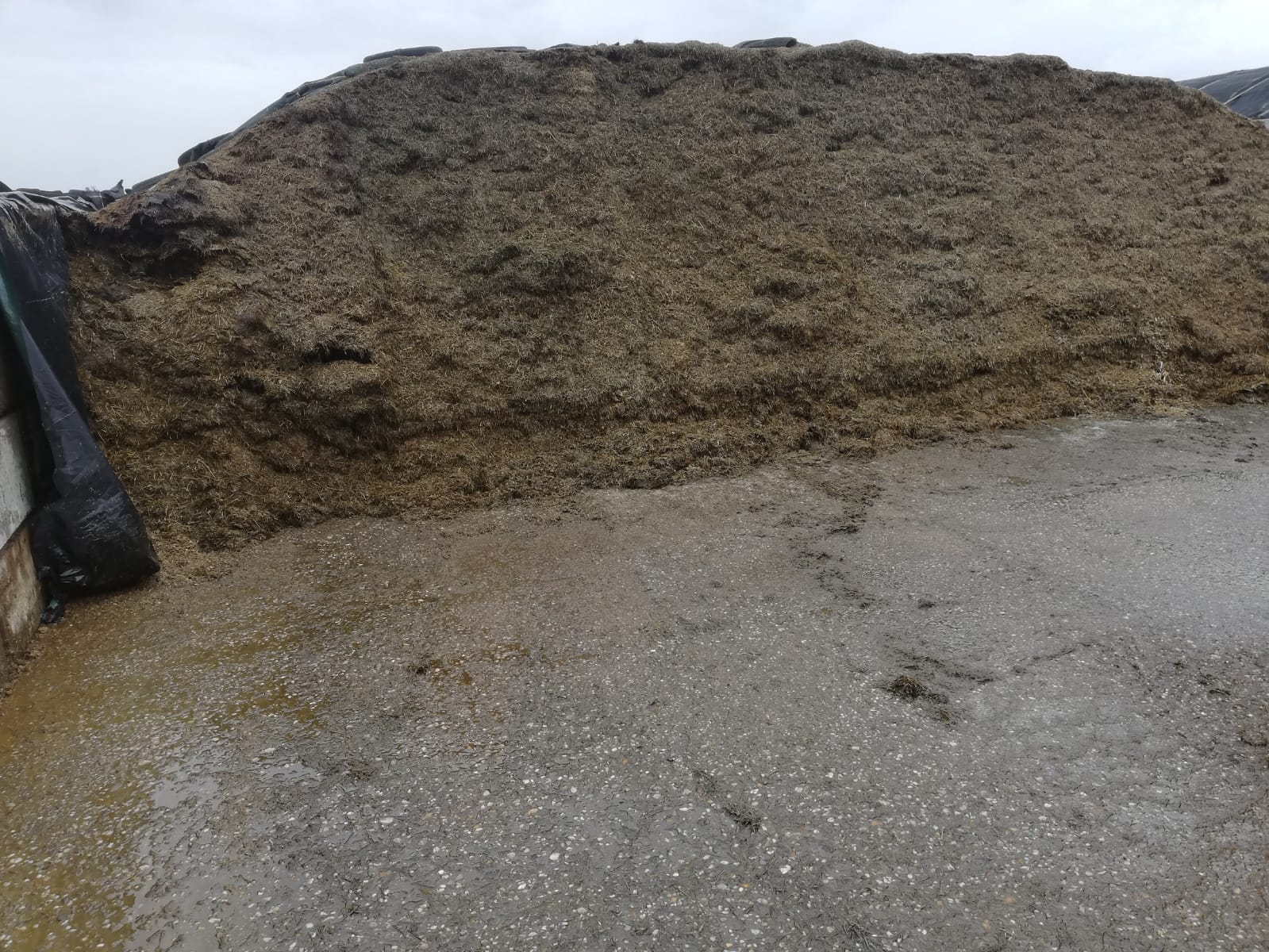
Grassilage, oben links im Bild verdorbene Stelle zu sehen, die zunächst nacherwärmt war

Nacherwärmung bezeichnet die messbare Erwärmung von Silagen.
In der Regel sind Hefen die Ursache dieser Erwärmung und damit verbunden kommt es zu Energieverlusten, welche nicht mehr für die Fütterung bereitstehen.
Die Hefen setzen den vorhandenen Restzucker zu Ethanol und CO2 um.
Bei eben diesem Prozess entsteht Nacherwärmung. Von Nacherwärmung spricht man bei einer Temperaturerhöhung von 10 °C gegenüber der normalen Kerntemperatur von 15 °C. Bei einer solchen Erwärmung rechnet man mit Energieverlusten von täglich 0,1 Megajoule NEL je Kilo Trockenmasse. Zudem gibt es durch den steigenden pH-Wert in Maissilage rote sowie graue Schimmelpilze, welche entsorgt werden sollten. Bei Milchvieh sorgt dies ansonsten für Milchzellen.

## Wirtschaftliche Schäden
Durch die Schimmelpilze kommt es zu Energieverlusten sowie zu einer verminderten Futteraufnahme.

## Vorbeugung
Zunächst ist eine zügige, luftdichte Abdeckung direkt nach der Ernte zu empfehlen.
Durch die Produktion von Essigsäure und Milchsäure kommt es zu einer ph-Wert Absenkung, welche das Hefenwachstum bremst. Der Einsatz von Silierhilfsmitteln unterstützt die zeitnahe Säurebildung nach der Ernte. Wichtig ist eine hohe Verdichtung der Silage bei der Ernte, ein nicht zu hoher Rohfasergehalt sowie ein angepasster Trockensubstanzgehalt.
Auch ein Vorschub im Bereich von 1,5 bis 2 Metern je Woche an der Silagemiete hilft, den dauerhaften Luftkontakt zu vermindern. Man sollte zudem auf eine möglichst feste sowie glatte Anschnittsfläche achten. Bei Mais wird eine Verdichtung von mindestens 230 Kilogramm Trockenmasse je Kubikmeter angestrebt. Für Grassilage liegt der Mindestwert bei 160 Kilogramm TM je Kubikmeter.

## Maßnahmen
Ist die Silage einmal warm, muss man ein weiteres Hefenwachstum am Futtertrog vermeiden. Dies kann sowohl durch ein Zumischen von Säuren wie Propionsäure im Futtermischwagen als auch durch Kaliumsorbat geschehen. Auch eine mehrmalige Futtervorlage am Tag hilft die Futteraufnahme zu erhalten.